# José María Moncada
José María Moncada Tapia (ur. 8 grudnia 1870 w San Rafael del Sur, zm. 23 lutego 1945 w Managui) - nikaraguański generał i polityk. Od 1926 do 1927 dowódca oddziałów zbrojnych stronnictwa liberałów, które wspierały Juana Bautistę Sacasę, od 1929 do 1932 prezydent.